# Burgstall Irsee
Der Burgstall Irsee ist eine abgegangene hochmittelalterliche Höhenburg in Irsee im Landkreis Ostallgäu in Schwaben. Sie wurde im Spätmittelalter mit der ehemaligen Pfarrkirche St. Stephan überbaut. Neben einem tiefen Grabenzug erinnern nur noch die hohe Friedhofsmauer und eine Gedenktafel an den Stammsitz der mächtigen Grafen von Ursin-Ronsberg.

## Geschichte
Die Burganlage entstand wahrscheinlich bereits im 10. oder 11. Jahrhundert als Residenz der Herren von Ursin (Irsee).
Um 1130 verlegten die Ursin ihren Herrschaftsmittelpunkt nach Ronsberg und nannten sich seitdem nach ihrer neuen Burg Herren – später Grafen – von Ronsberg. Der ursprüngliche Ansitz über Irsee diente ab 1185 als Kloster des angeblich 1182 gegründeten Benediktinerstiftes. Bereits vor 1190 wurde Kloster Irsee jedoch an die – wesentlich tiefer gelegene – heutige Stelle übertragen.  
Im ausgehenden 15. Jahrhundert wurde die Pfarrkirche des Ortes auf dem Burggelände hoch über dem Kloster errichtet. Chor und Turm des Neubaus entstanden während der Amtszeit des Abtes Matthias Steinbrucker (1474–1490).  
Während der Säkularisation wurde die Klosterkirche zur neuen Pfarrkirche umgewidmet. Die Stephanskirche auf dem Burgstall sollte eigentlich vollständig abgerissen werden. Schließlich brach man 1838 nur das Langhaus ab. Der Chor wurde durch eine Westwand abgeschlossen und diente seitdem als Friedhofskapelle. Auch der hohe Turm blieb erhalten und bildet zusammen mit dem Chor und der hohen Friedhofsmauer ein historisches Ensemble hoch über dem Kloster.

## Beschreibung

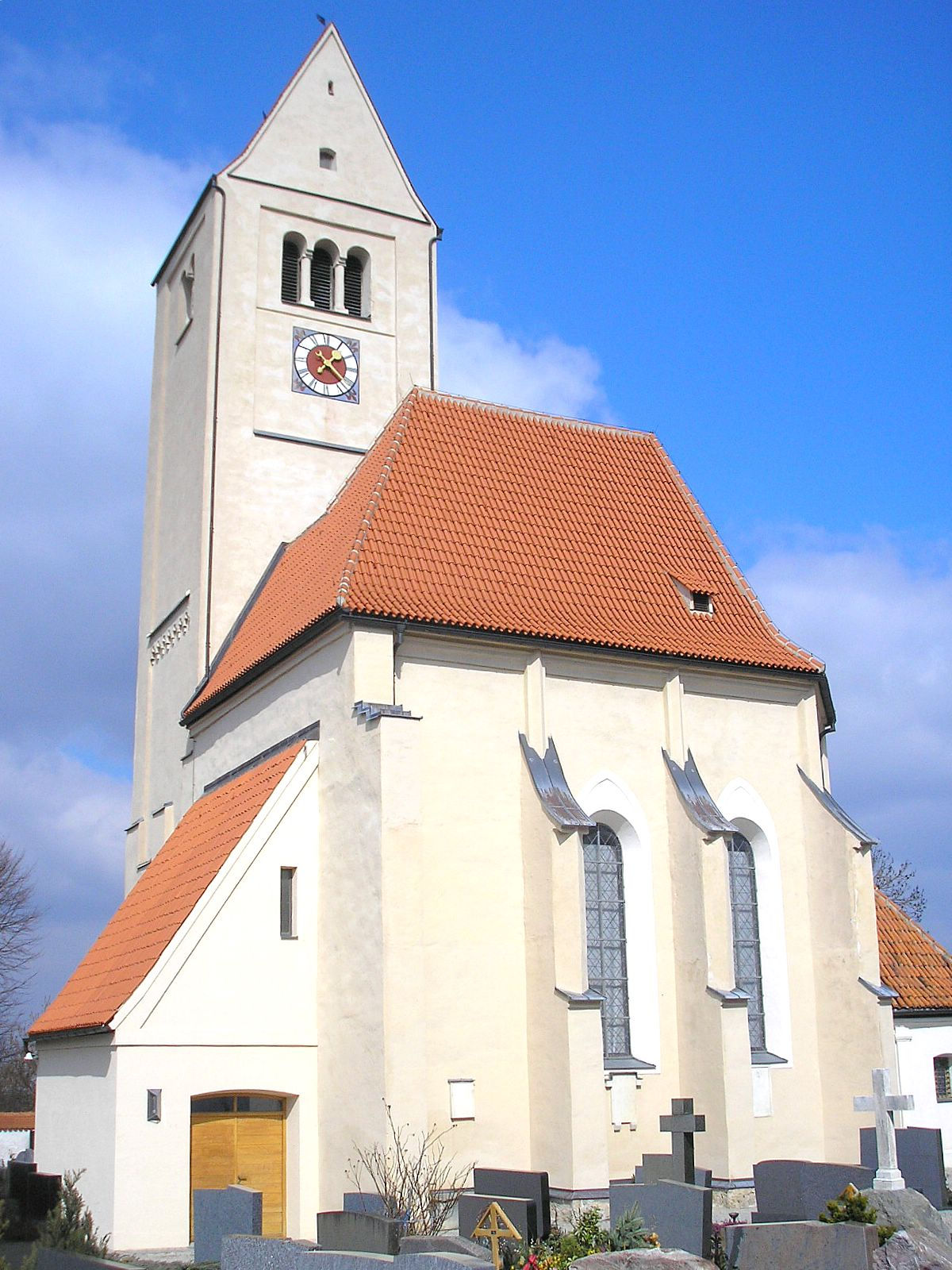
Chor und Turm der ehemaligen Pfarrkirche St. Stephan

Der Burgstall liegt über dem südwestlichen Hauptteil der Gemeinde am Rand der Hochebene. Im Westen zieht ein tiefer Graben (jetzt Weg) hinunter zur Hauptstraße. Aus den Grabenflanken treten mächtige Nagelfluhbänke aus. Das bei der Grabenanlage ausgebrochene Konglomeratgestein konnte sofort weiterverarbeitet und zum Burgbau verwendet werden.
Die hohe, teilweise erneuerte Ringmauer aus Nagelfluh- und Tuffsteinquadern mit Ziegelausflickungen sitzt wahrscheinlich auf den Fundamenten der ehemaligen Ringmauer.
Auch das Fundament des quadratischen Kirchturmes im einigen nördlichen Chorwinkel wird als Sockel des Bergfriedes der Burg Ursin interpretiert und bei der letzten Kirchenrenovierung freigelegt. 
Die große unbebaute Fläche östlich des Friedhofes dürfte eine ausgedehnte Vorburg markieren. Der Bereich eines hier anzunehmenden östlichen Halsgrabens wurde durch die moderne Friedhofserweiterung überbaut. Der Vorburgbereich erstreckte sich wahrscheinlich auch nach Süden (Geländemarkierung BayernViewer-Denkmal, Bayerisches Landesamt für Denkmalpflege). Insgesamt umfasste die Burg eine Fläche von etwa 130 mal 115 Metern, die Hauptburg war etwa 60 mal 80 bis 100 Meter groß.
Das Bayerische Landesamt für Denkmalpflege verzeichnet das Bodendenkmal als „mittelalterlichen Burgstall“ unter der Denkmalnummer D-7-8029-0099.